# Pygmodeon buscki
Pygmodeon buscki är en skalbaggsart som först beskrevs av Linsley 1935. Pygmodeon buscki ingår i släktet Pygmodeon och familjen långhorningar.
Artens utbredningsområde är Panama. Inga underarter finns listade i Catalogue of Life.